# Inosperma
Inosperma (Kühner) Matheny & Esteve-Rav. (włókniak) – rodzaj grzybów z rodziny strzępiakowatych (Inocybaceae).

## Systematyka i nazewnictwo
Pozycja w klasyfikacji według Index Fungorum
Inocybaceae, Agaricales, Agaricomycetidae, Agaricomycetes, Agaricomycotina, Basidiomycota, Fungi.
Takson został utworzony w 2019 roku z podrodzaju Inocybe subgen. Inosperma Kühner 1980. Włączono do niego liczne gatunki z rodzaju Inocybe (strzępiak).
Gatunki występujące w Polsce
- Inosperma adaequatum (Britzelm.) Matheny & Esteve-Rav. 2019 – włókniak czerwonowinny
- Inosperma bongardii (Weinm.) Matheny & Esteve-Rav. 2019 – włókniak stęchły
- Inosperma calamistratum (Fr.) Matheny & Esteve-Rav. 2019 – włókniak owłosiony
- Inosperma cervicolor (Pers.) Matheny & Esteve-Rav. 2019 – włókniak płowy
- Inosperma cookei (Bres.) Matheny & Esteve-Rav. 2019 – włókniak słomkowożółty
- Inosperma erubescens (A. Blytt) Matheny & Esteve-Rav. 2019 – włókniak ceglasty
- Inosperma geraniodorum (J. Favre) Matheny & Esteve-Rav. 2019 – włókniak bodziszkowy
- Inosperma maculatum (Boud.) Matheny & Esteve-Rav. 2019 – włókniak plamisty
- Inosperma quietiodor (Bon) Matheny & Esteve-Rav. 2019 – włókniak cuchnący

Nazwy naukowe na podstawie Index Fungorum. Wykaz gatunków występujących w Polsce według Władysława Wojewody. Nazwy polskie na podstawie rekomendacji Komisji ds. Polskiego Nazewnictwa Grzybów.